# Sant Martí de Lladorre
Sant Martí de Lladorre és l'església parroquial del poble de Lladorre, en el terme municipal del mateix nom, a la comarca del Pallars Sobirà. Està situada dins del nucli de població al bell mig dels dos veïnats que configuren aquest poble.
Església d'una sola nau, dividida en tres trams, amb capelles laterals i capçalera rectangular al nord. En la façana situada sota el pinyó de la coberta, a migdia, s'obre la porta d'arc de mig punt adovellada, i per damunt d'aquesta un òcul. Als extrems hi ha estretes espitlleres. A l'oest de la façana s'aixeca la torre campanar amb un primer cos quadret, que en la part superior es transforma en octogonal rematada per un airós xapitell. En la base del campanar, en un petit bloc encastat a la paret, es llegeix una data, el 1587.